# Ламонт, Дэниэл Скотт
Дэниэл Скотт Ламонт (англ. Daniel Scott Lamont) — американский политик-демократ, 39-й военный министр США.

## Биография
Дэниэл Ламонт родился на семейной ферме в округе Кортленд, Нью-Йорк. Учился в Юнион-колледже. Являлся членом братства Delta Upsilon. После окончания колледжа нанялся на мелкую офисную должность в Капитолий Нью-Йорка в Олбани. В 1872 году вошёл в ЦК Демократической партии в штате Нью-Йорк. В 1875—1882 был Госсекретарём Нью-Йорка.
В 1883 году стал секретарём губернатора Нью-Йорка Гровера Кливленда (получил эту должность благодаря помощи своего наставника, Дэниела Мэннинга).
5 марта 1893 Гровер Кливленд назначил Ламонта военным министром США. На этой должность он проводил общую модернизацию и усиление армии США, построил отдельное здание под военные архивы, выкупил землю у апачей, содержавшихся в форте Силл, Лотон, Оклахома.
После выхода в отставку работал вице-президентом Northern Pacific Railway Company с 1898 по 1904.
Дэниэл Скотт Ламонт умер 23 июля 1905 года в Милбруке, Нью-Йорк.
Ламонт имел дом на Keйп-Коде, по соседству со своим другом Гровером Кливлендом. Проживая там, они часто устраивали так называемые «вечеринки».